# Sahak Ier Bagratouni
Sahak Ier Bagratouni (en arménien Սահակ Ա Բագրատունի) est un noble arménien du IVe siècle, de la famille des Bagratides.

## Biographie
Seigneur de Sper, il succède à son probable père Smbat II Bagratouni comme aspet (maître de cavalerie) et thagadir (pose-couronne) des rois d'Arménie. Il aurait été un descendant des rois David et Salomon selon Constantin VII Porphyrogénète. Moïse de Khorène le cite à deux reprises dans son Histoire de l'Arménie, la première en 379 et la seconde vers 387.
Il est le père :
- probablement de Smbat III Bagratouni ;
- de l'épouse du roi d'Arménie Valarchak[1].